# سلفادور ميركادو
سلفادور ميركادو (بالإسبانية: Salvador Mercado Luján)‏ (25 مارس 1969 بمدينة مكسيكو في المكسيك - ) هو مدرب كرة قدم ولاعب كرة قدم مكسيكي في مركز الوسط. لعب مع تايجرز أونال ونادي غوادالاخارا وتيبورونيس روخوس دي فيراكروز وEl Paso Patriots ‏ وكوبراز إنديوز دي سيوداد خواريز ‏ وAtlético Celaya ‏.